# Coleco Telstar Marksman
Coleco Telstar Marksman, thường viết tắt thành Telstar Marksman, là một máy chơi trò chơi điện tử tại gia thế hệ đầu tiên kèm theo khẩu light gun. Sản phẩm này được hãng Coleco phát hành vào năm 1978. Bởi vì máy này có một số tựa game do nhà sản xuất làm ra nên được coi là máy chơi game chuyên dụng. Nó là một phần của máy chơi game tại gia dòng Coleco Telstar dựa trên Pong; về cơ bản sản phẩm này là một chiếc Coleco Telstar Colortron kèm theo một khẩu light gun "3 trong 1" và hai game bắn súng. Light gun của Marksman là một loại súng lục có cổ và nòng có thể tháo rời. Nó cũng có đặc điểm tương tự với súng của Stack Light Rifle và Sega Menacer được phát hành sau này. Nòng dài bao gồm một ống ngắm đơn giản. Ngoài khẩu light gun, hệ máy này còn có hai nút bấm được tích hợp trực tiếp vào máy. Các tính năng của nó bao gồm "tính điểm kỹ thuật số trên màn hình" và ba thiệt lập về độ khó khác nhau (beginner, intermediate, pro). Sản phẩm cần tới hai pin chín volt hoặc bộ chuyển đổi nguồn điện AC Perma Power của Coleco để cấp nguồn cho hệ máy hoạt động.
Ngoài ra còn có một mô hình mang nhãn hiệu Sears được gọi là Gunslinger II, có vỏ bằng nhựa màu be thay vì màu đen và một miếng decal phụ dán trên cổ súng.

## Game
Hệ máy này còn kèm theo sáu tựa game có màu: Tennis, Hockey, Handball, Jai-Alai, Skeet và Target. Bốn trò chơi đầu tiên là các biến thể của Pong, hai trò chơi cuối cùng là dạng game thuộc thể loại bắn súng một người chơi sử dụng súng light gun. Tất cả những game này đều cực kỳ đơn giản so với số game ngày nay hoặc thậm chí đầu thập niên 1980. Các tựa game thể thao là những biến thể nhỏ dựa trên Pong, với sự khác biệt về số lượng nút bấm, người chơi và bề mặt chính để vật thể nảy ra. Skeet bao gồm việc nhắm và bắn vào một hình vuông di chuyển theo đường chéo trên màn hình theo một hướng, trong khi Target là một biến thể khiến cùng một hình vuông đó bật lên trên màn hình.